# Cyclanthera
Cyclanthera ist eine Gattung der Kürbisgewächse (Cucurbitaceae), die vorwiegend in Mittel- und Südamerika beheimatet ist. Genutzt werden drei Arten als Gemüse: Caigua (Cyclanthera pedata), die Explodiergurke (Cyclanthera brachystachya) und Cyclanthera brachybotrys.

## Merkmale
Die Vertreter sind einjährige bis ausdauernde krautige Pflanzen. Sie wachsen lianenartig und bilden Ranken. Die Sprossachsen haben 5 bis 10 Längsfurchen. Die Blätter sind gestielt und einfach oder fußförmig 3- bis 5fach gelappt. An der Blattbasis können Drüsen sitzen, oder fehlen. 
Die Pflanzen sind einhäusig. Die männlichen Blüten stehen in Trauben oder engen Rispen, die in den Achseln der Laubblätter entspringen. Der Kelch ist becherförmig und fünflappig. Die Krone ist grünlichgelb bis weiß und ebenfalls fünflappig. Sie besitzt ein Staubblatt, dessen Anthere einen ringartigen, nicht gefalteten Ring bildet. Die Theka öffnet sich uniloculär. Die weiblichen Blüten stehen einzeln oder zu wenigen ebenfalls in Blattachseln, sind jedoch größer als die männlichen. Der Fruchtknoten ist eiförmig, besteht aus 1 bis 3 Fruchtblättern. Der einzelne Griffel trägt eine annähernd kugelige Narbe.
Die Frucht ist eiförmig und häufig stachelig. Manche Arten besitzen Schließfrüchte, bei den meisten Arten öffnet sich die Frucht jedoch explosionsartig und schleudert so die Samen aus. Die wenigen bis vielen Samen sind eiförmig bis kantig und abgeflacht. Die Samenschale ist gerunzelt bis glatt. 

## Verbreitung
Die Gattung kommt vom Süden der USA bis nach Argentinien vor. 

## Systematik
Die Gattung wird heute innerhalb der Kürbisgewächse in die Tribus Sicyeae, Subtribus Cyclantherinae gestellt.
Die Gattung umfasst 25 bis 30 Arten. 
Die in Mittelamerika vorkommenden Arten sind:
- Cyclanthera brachystachya (Ser.) Cogn.
- Cyclanthera cogniauxii C.E. Jones & Kearns
- Cyclanthera dioscoreoides C.E. Jones & Kearns
- Cyclanthera dissecta (Torr. & A. Gray) Arn.
- Cyclanthera dressleri Wunderlin
- Cyclanthera entata C.E. Jones & Kearns
- Cyclanthera integrifoliola Cogn.
- Cyclanthera langaei Cogn.
- Cyclanthera leptostachya Benth.
- Cyclanthera multifoliola Cogn.
- Cyclanthera pedata (L.) Schrad.
- Cyclanthera ribiflora (Schltdl.) Cogn.
- Cyclanthera steyermarkii Standl.
- Cyclanthera tamnoides (Willd.) Cogn.
- Cyclanthera tenuisepala Cogn.